# Girolamo Aleandro

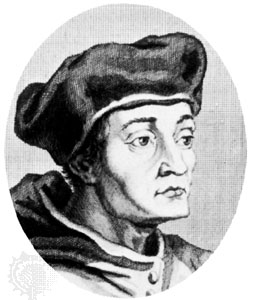
Portret van Girolamo Aleandro

Girolamo Aleandro of Hieronymus Aleander (Motta di Livenza, 13 februari 1480 - Rome, 1 februari 1542) was een Italiaans humanist en kardinaal.

## Biografie
Aleandro was de zoon van een arts uit een adellijke familie en studeerde eerst medicijnen, maar ging dan naar de universiteit van Padua om theologie en klassieke talen te studeren. Vanaf 1499 was hij in Venetië, gaf les in de oude oosterse talen en was een belangrijk lid van de kring geleerden rond de humanistische drukker Aldus Manutius.
In 1501 riep paus Alexander VI hem naar Rome en vertrouwde hem allerhande diplomatieke taken toe. Tijdens zijn reizen leerde hij onder andere Erasmus kennen en zij werden vrienden.
In 1508 doceerde hij in Parijs klassieke talen aan de universiteit, waar hij de systematische studie van de Griekse taal introduceerde. Gedurende zijn tijd als leraar filologie in Venetië en Parijs, gaf hij oude Griekse auteurs uit en schreef hij een Griekse grammatica. Baanbrekend was zijn "Lexicon Graeco-latinum", dat in 1512 in Parijs verscheen. Na een kort verblijf in Orléans (waarschijnlijk om de pest te vermijden) in 1513, werd hij gekozen tot rector van de Universiteit van Parijs. Nog in datzelfde jaar keerde hij terug naar de politiek. Hij was in dienst van de prins-bisschop van Luik, en werd hoofd van de Vaticaanse Bibliotheek in Rome.
In september 1520 stuurde paus Leo X hem als nuntius naar het hof van keizer Karel V, om te de keizer en de vorsten van het Rijk tegen de Reformatie te mobiliseren en de bul Exsurge Domine bekend te maken in Duitsland en de Nederlanden. Op de Rijksdag van Worms speelde hij een cruciale rol. In een beroemde toespraak op Aswoensdag 1521 eiste hij met onmiddellijke ingang de ban over Maarten Luther. Luther werd opgeroepen. Het ontwerp van het Edict van Worms kwam waarschijnlijk uit zijn pen (wat leidde tot een breuk met de Erasmus). Op verzoek van Aleandro vonden boekverbrandingen plaats in Leuven (1520), Antwerpen (1521) en Gent (1521).
In 1524 werd Aleandro aartsbisschop van Brindisi en nuntius aan het hof van koning Frans I van Frankrijk. Later was hij meerdere malen op een diplomatieke missie in opdracht van de Heilige Stoel, vooral met de taak om een alliantie tussen de religieuze partijen in het Duitse Rijk (soms met Frankrijk) te dwarsbomen. De Godsdienstvrede van Neurenberg (1532) kon hij echter niet voorkomen.
In 1538 werd Aleandro door paus Paulus III tot kardinaal verheven. Vier jaar later stierf hij in Rome.